# Мондови (Висконсин)
Мондови (енгл. Mondovi) град је у америчкој савезној држави Висконсин.

## Демографија
По попису из 2010. године број становника је 2.777, што је 143 (5,4%) становника више него 2000. године.
| Група             | 2000.         | 2010.         |
| Белци             | 2.589 (98,3%) | 2.664 (95,9%) |
| Афроамериканци    | 5 (0,2%)      | 18 (0,6%)     |
| Азијати           | 7 (0,3%)      | 14 (0,5%)     |
| Хиспаноамериканци | 12 (0,5%)     | 40 (1,4%)     |
| Укупно            | 2.634         | 2.777         |